# Servilia (opera)
Servilia è un'opera di Nikolaj Andreevič Rimskij-Korsakov in cinque atti.

## Storia della composizione
Dopo aver terminato di scrivere La fiaba dello zar Saltan nel 1900, Rimskij-Korsakov decise di scrivere un'opera ed il relativo libretto, avente per soggetto il dramma Servilia di Lev Mej, che completò l'anno successivo. Il nuovo direttore dei teatri imperiali Vladimir Teljakovskij decise di mettere in programma la nuova opera nella stagione 1902-03: la prima ebbe luogo al teatro Mariinskij il 1 ottobre 1902, sotto la direzione di Feliks Michajlovič Blumenfel'd. Dopo il discreto successo della prima rappresentazione l'opera non riuscì ad imporsi stabilmente nel repertorio russo.

## Trama
L'azione si svolge a Roma nel 67 d.C..

### Atto primo
Nel foro romano, la mattina. Alcuni cittadini discutono tra di loro su una delazione riguardante dei senatori e il tribuno Valerio Rustico. Avendo deciso di informare i loro protettori, si disperdono. Un messaggero annuncia che l'imperatore Nerone ha deciso di aprire un circo e un teatro in onore di Minerva. La folla esulta. Ma si diffonde la voce secondo cui nei dintorni di Roma sono nuovamente comparsi dei cristiani. Il popolo è in allarme, quando giunge una processione sacra. Tutti si prostrano devotamente, tranne un vecchio, evidentemente cristiano, che inveisce contro la folla affermando che quelle divinità sono solo pezzi di marmo: allora la folla inferocita lo colpisce con pietre e coltelli. Dalla terrazza della casa del senatore Sorano, la figlia Servilia osserva preoccupata la scena, quando arriva il tribuno Valerio che con autorevolezza impedisce il linciaggio. Servilia è colpita dalle qualità di Valerio, e questi, dopo averla vista, sente nascere in cuore l'amore per lei.

### Atto secondo
Terme di Agrippa. I senatori, tra cui Paconio e Trasea, discutono della delazione riguardante Valerio. Giunge Egnazio che legge la delazione su loro stessi: starebbero progettando di tradire Roma. Ha inizio un banchetto. Improvvisamente alcuni schiavi entrano per informarli che è scoppiato un incendio. Egnazio non si perde d'animo e mette tutti in salvo, ma è solo una messinscena: quando i senatori se ne sono andati esce da una porta segreta il prefetto Tigellino, di cui Egnazio è al servizio, che ha ascoltato i piani dell'intrigo.

### Atto terzo
Nel peristilio a casa di Sorano. Servilia è intenta a filare. Sorano le comunica la sua decisione di darla in sposa all'amico Trasea. Servilia è disperata: ama infatti Valerio. Arriva Trasea e dice a Sorano che Valerio, suo figlio adottivo, ama Servilia, pertanto è disposto a tirarsi indietro per la felicità dei due giovani. Giunge anche Valerio che non può più nascondere il suo amore per Servilia. Trasea e Sorano li benedicono, ma la loro felicità è di breve durata: irrompe un centurione che in nome di Cesare accusa Trasea e Sorano di tradimento.

### Atto quarto
A casa della maga Locusta, di notte. Egnazio arriva di nascosto per aspettare Servilia, che giunge per chiedere alla maga quale sarà la sorte di suo padre. Mentre la maga con i suoi sortilegi interroga uno spettro, Egnazio si rivela e dichiara il suo amore a Servilia, che però lo rifiuta. Allora Egnazio se ne va, rinchiudendo Servilia nella casa di Locusta. Servilia chiede aiuto e Nevoleia, schiava cristiana di Locusta, la libera.

### Atto quinto
Nel tempio di Venere. Un tribunale sta giudicando Sorano e Trasea. Alla fine del dibattito essi vengono giudicati colpevoli e condannati all'esilio, mentre Servilia è data a Egnazio. A quel punto arriva Valerio che, facendo uso del diritto di veto che hanno i tribuni della plebe, fa annullare la sentenza. Quindi si rivolge a Servilia, ma la loro felicità non è possibile: lei, stremata, è in punto di morte. Abbracciando la fede cristiana, chiede a Valerio di non vendicarsi dei nemici, ma di rivolgersi a Dio, e muore.